# أليسون هولست
أليسون هولست (بالإنجليزية: Alison Holst)‏ هي طاهية نيوزيلندية، ولدت في 1938.